# ジャンバラヤ (曲)
ジャンバラヤ（原題:Jambalaya (On The Bayou)）は、アメリカ合衆国のカントリー歌手ハンク・ウィリアムズが1952年7月に発表した楽曲。タイトルはルイジアナ州南部のフランス系移民ケイジャンの郷土料理ジャンバラヤから。歌詞にもガンボやザリガニパイなどケイジャンの文化が盛り込まれている。

## 解説
ケイジャン・ミュージックの伝統的なメロディーを基にしてハンク・ウィリアムズとピアニストのムーン・マリカンが制作した。クレジットにはマリカンの名はないが、著作権料の50%を得ていることから作者の一人と見られている。作者については、マリカン単独説もある。1948年にも同じ原曲を基に「パパ・カイロ& his Boys」が『Big Texas』という曲を発売したが、詞の内容がルイジアナとは関係ないためかヒットしなかった。『ジャンバラヤ』が大ヒットした際に、カイロは盗作被害を主張した。

## アンサー・ソング
- ゴールディ・ヒル（英語版）『I'm Yvonne (From The Bayou)』女性が返答する替え歌。作詞・作曲のクレジットはハンク・ウィリアムズとジミー・ルール。この曲にもルール単独作詞説がある。

## カーペンターズのカバー
カーペンターズは、アルバム「ナウ・アンド・ゼン～今、そしてあのころ」のために「ジャンバラヤ」を取り上げ、本国アメリカ以外ではシングルカットされた。特にイギリス、オランダ、ドイツ、日本で大ヒットとなった。

## その他のカバー
- ジョー・スタッフォード（1952年。全米3位、全英11位）
- ロイ・エイカフ
- 小坂一也とワゴン・マスターズ
- ジェリー・リー・ルイス
- キティ・ウェルズ
- ファッツ・ドミノ
- ブレンダ・リー
- ニッティー・グリッティー・ダート・バンド
- プロフェッサー・ロングヘア
- ショッキング・ブルー
- エルヴィス・プレスリー
- エミルー・ハリス
- ルシンダ・ウィリアムス
- ガース・ブルックス

他多数